# Gracias a la vida (Voces unidas por Chile)
Gracias a la vida è un singolo di artisti vari, pubblicato nel 2010.

## Descrizione
Si tratta di una speciale cover della canzone omonima, composta dalla cantautrice Violeta Parra, eseguita da vari artisti internazionali raggruppati come Voces Unidas por Chile e pubblicata su CD singolo da Warner Music nel 2010, realizzato con lo scopo di raccogliere fondi per l'associazione no-profit Habitat for Humanity, in soliderietà alle vittime del terremoto del Cile del 2010.

### Produzione
Gli artisti hanno dato vita ad un gruppo chiamato Voces unidas por Chile, realizzato con lo scopo di raccogliere fondi per l'associazione no-profit Habitat for Humanity, che si occupa di fornire alloggi alle famiglie in difficoltà in vari paesi, tra cui il Cile, devastato in seguito al terremoto, avvenuto il 27 febbraio 2010.
Tutti gli artisti impegnati nel progetto si sono esibiti a titolo gratuito e tutti i proventi del progetto verranno destinati alla popolazione colpita dal terremoto.
Il cantante cileno Beto Cuevas, ideatore del progetto ha iniziato a contattare vari artisti famosi, in seguito il produttore Humberto Gatica e così l'iniziativa ha preso forma. Per primi sono stati chiamati gli artisti dell'America Latina e poi altri tra cui Laura Pausini, Alejandro Sanz, Juanes, Julieta Venegas, Juan Luis Guerra, Michael Bublé, Miguel Bosé. Il 9 maggio Beto Cuevas ha iniziato le registrazioni della canzone a Los Angeles. Dopo ha inviato le registrazioni a tutti gli artisti per poi completarle seperatamente.

### Distribuzione
Il brano viene trasmesso in radio dal 4 maggio 2010 (solo in Cile) e venduto nei negozi dal 12 maggio in un CD singolo prodotto dall'etichetta Warner Music solo in Cile, accompagnato da un video in cui tutti gli artisti raccontano le loro opinioni sul terremoto. Inoltre viene distribuito negli store digitali oltre che in Cile, in Italia, negli Stati Uniti, Messico e America Latina al prezzo di 0.99 euro.
La canzone era pronta per essere pubblicata il 22 aprile 2010, ma è stata rinviata dato che sulla canzone non era ancora stata incisa la voce di Shakira.

## Tracce
1. Gracias a la vida

## Formazione

### Artisti partecipanti
- Beto Cuevas - Lion Share Studio, Los Angeles
- Juanes - Londra
- Alejandro Sanz - Clio Studio, Santiago del Cile
- Juan Luis Guerra - Miami
- Laura Pausini - ORS Oliveta Recording Studios, Castelbolognese
- Fernando Olvera - Chaman Estudios, Guadalajara
- Shakira - Capitol Studios, Hollywood
- Michael Bublé - Germano Studios, New York
- Miguel Bosé - PKO Estudios, Madrid

### Musicisti
- Nathan East - basso
- Michael Thompson - chitarre
- Randy Kerber - tastiere
- Greg Mathieson - tastiere
- Tal Bergman - batteria
- Rafael Padilla - percussioni
- Ortíz Sajama Ruben - zampoña